# Mykola Stasjuk
Mykola Mykolajowytsch Stasjuk (ukrainisch Микола Миколайович Стасюк; * 4. Maijul. / 16. Mai 1885greg. in Jekaterinoslaw, Gouvernement Jekaterinoslaw, Russisches Kaiserreich; † Sommer 1943 in Mariupol, Ukrainische SSR) war ein ukrainischer Politiker.

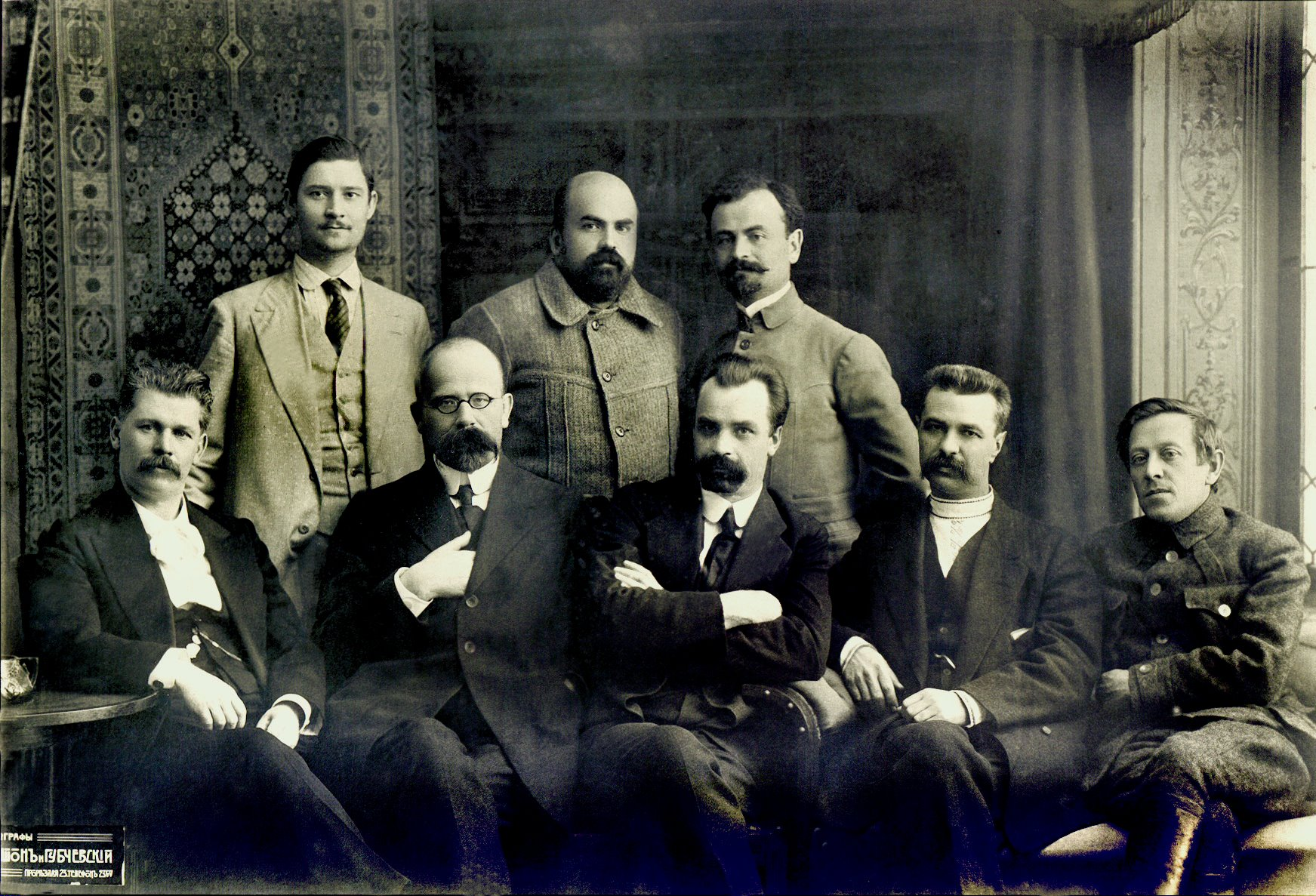
Die Mitglieder des Generalsekretariats im Juli 1917. (von links nach rechts) Stehend: P. Chrystjuk, M. Stasjuk, B. Martos. Sitzend: I. Steschenko, C. Baranowskyj, W. Wynnytschenko, S. Jefremow, S. Petljura

## Leben
Mykola Stasjuk war Überparteilicher im Generalsekretariat der ukrainischen Zentralna Rada, dem ersten aus der ukrainischen Zentralna Rada gebildeten.
Mykola Stasjuk kam 1885 in Jekaterinoslaw in der heutigen Ukraine zur Welt und studierte ab 1903 am Bergbau-Institut in Sankt Petersburg, wo er Mitglied des ukrainischen Studentenbundes, der Revolutionären Ukrainischen Partei und später der Ukrainischen Sozialistischen Revolutionären Partei wurde.
Während der Russischen Revolution 1905 war er einer der Organisatoren der Jekaterinoslawer Bauernschaft, wofür er unter Polizeiaufsicht gestellt und im Februar 1908 zu acht Monaten Haft verurteilt wurde. Zwischen 1908 und 1912 veröffentlichte er wissenschaftliche Arbeiten zur ukrainischen Wirtschaft: „Autonomie und Entwicklung der Produktivkräfte in Land“ (1908), „Die Ökonomischen Beziehungen zwischen der Ukraine und Großpolen“ (1911) und „Auswanderung und seine Rolle im wirtschaftlichen Leben der Ukraine“ (1912).
Im April Jahre 1917 wurde er auf dem Kongress der ukrainischen Dorfführer zum Vorsitzenden der ukrainischen Bauernverbände und zum Delegierten der Zentralna Rada gewählt. Als die Zentralna Rada am 15. Julijul. / 28. Juli 1917greg. das Generalsekretariat der ukrainischen Zentralna Rada als Exekutivorgan der Ukrainischen Volksrepublik bildete, wurde er dort Generalsekretär für Ernährungsangelegenheiten (Ernährungsminister).
Während des Bestehens des Hetmanats übernahm er wieder seine Tätigkeit als Genossenschaftler beim Bauernverband und während des Direktorats der Ukrainischen Volksrepublik leitete er in Kamjanez-Podilskyj die Versorgung der ukrainischen Armee. Nach dem Zusammenbruch der Volksrepublik lebte er bis 1920 im Exil, kehrte dann in die Ukraine zurück und war bei der ukrainischen Akademie der Wissenschaften beschäftigt.
Anfang der 1930er-Jahre wurde er verhaftet und verbrachte 10 Jahre im Gulag, in Karelien und beim Belomorkanal. Vor Beginn des Zweiten Weltkriegs arbeitete er als Parkwächter in Mariupol und wurde nach Beginn der deutschen Besatzung am 10. November 1941 Redakteur der „Mariupoler Zeitung“ und Mitglied einer zwischen Juni 1942 und Juni 1943 aktiven antifaschistischen Untergrundorganisation. Im Sommer 1943 wurde er von der Gestapo verhaftet und erschossen.